# 1109 Tata
1109 Tata је астероид са пречником од приближно 66,53 .
Афел астероида је на удаљености од 3,553 астрономских јединица (АЈ) од Сунца, а перихел на 2,886 АЈ.
Ексцентрицитет орбите износи 0,103, инклинација (нагиб) орбите у односу на раван еклиптике 4,134 степени, а орбитални период износи 2110,393 дана (5,777 година).
Апсолутна магнитуда астероида је 10,06 а геометријски албедо 0,037.
Астероид је откривен 5. фебруара 1929. године.